# 배니시드
《배니시드》(Banished)는 2014년 2월 18일 발매된 도시건설 전략 게임이다. 게이머는 가끔 강을 통해 들르는 상인을 제외하면 완전히 고립된 중세 산간 마을을 키워나가야 한다. 목재, 석재, 철, 식량 등의 자원이 있는데 이 중 무한 자원은 목재가 유일하기 때문에 게이머는 자원과 인구를 매우 세심하게 관리해야 한다. 한 순간이라도 관리를 소홀히 하면 순식간에 고령화가 찾아와 주민들이 모두 늙어 죽거나 반대로 인구폭발로 맬서스의 함정에 빠져 주민들이 모두 굶어 죽게 된다.

## 게임플레이
게이머는 계획경제의 설계자가 되어 마을의 주민들이 먹고살 수 있도록 해주어야 한다. 이 게임에서는 게이머의 마을에 사는 주민들을 각각의 개체로서 취급한다. 개발자의 말에 따르면, “배니시드의 주민들이야말로 가장 중요한 자원이다. 그들은 태어나고, 늙고, 일하고, 아이를 낳고, 죽는다. 마을을 발전시키기 위해서는 주민들을 건강하게, 행복하게, 배부르게 만들어 주는 것이 필수적이며, 동시에 자비없는 날씨, 화재, 기아, 고령화 등과 싸워야 한다."

### 자원
원자재
- 목재(log)

숲지기가 필드의 나무를 벌목하거나 교역소에서 상인을 통해 살 수 있다. 숲지기가 묘목을 심어서 숲을 가꾸기 때문에 무한정 얻을 수 있는 유일한 자원이다. 건물의 건설, 장작과 연장을 비롯한 2차 자원의 제작 등 용도가 무궁하다.
- 석재(stone)

필드에 널린 돌을 캐거나 채석장을 건설해 돌을 캐거나 교역소에서 상인을 통해 살 수 있다. 건물의 건설에 사용되며, 필드에 널린 돌과 채석장의 돌은 양이 유한하므로 계획적으로 사용해야 한다.
- 철(iron)

필드에 널린 철광석을 캐거나 광산을 건설해 철을 캐거나 교역소에서 상인을 통해 살 수 있다. 건물의 건설, 연장의 제작 등에 사용된다. 필드에 널린 철광석과 광산의 철광석은 양이 유한하므로 계획적으로 사용해야 한다.
- 석탄(coal)

광산을 건설해 석탄을 캐거나 교역소에서 상인을 통해 살 수 있다. 강철 연장의 제작에 사용된다. 석탄 광산은 매장량이 유한하며, 장작이 부족하면 주민들이 귀한 석탄을 땔감으로 써버리는 불상사가 발생하므로 관리에 유의해야 한다.
- 가죽(leather)

사냥꾼이 사슴을 잡거나 목자가 소를 잡거나 교역소에서 상인을 통해 사서 얻을 수 있다. 의복의 제작에 사용된다.
- 양모(wool)

목자가 양을 잡거나 교역소에서 상인을 통해 사서 얻을 수 있다. 의복의 제작에 사용된다.
식량
- 밭: 감자, 밀, 애호박, 호박, 양배추, 옥수수, 콩.

- 과수원: 배, 복숭아, 사과, 자두, 앵두, 밤, 피칸, 호두.

- 목장: 닭고기, 쇠고기, 양고기, 달걀.

- 낚시터: 생선.

- 사냥터: 사슴고기.

- 채집사: 버섯, 풀뿌리, 양파, 열매.

소모품
- 장작(firewood)

나무꾼이 목재를 가공해서 생산한다. 기본적으로 땔감으로 사용된다.
- 연장(tool)

대장장이가 생산한다. 철 + 장작은 무쇠 연장이 만들어지고 철 + 석탄 + 장작은 강철 연장이 만들어진다. 강철 연장이 성능이 훨씬 더 좋다. 연장이 없으면 주민들의 작업 능률이 급감하기 때문에 재고를 잘 관리해야 한다.
- 의복(clothes)

포목점에서 생산한다. 사냥꾼이 사슴을 사냥하거나 목자가 소를 잡았을 때 만들어지는 생가죽으로 가죽옷을 만들고, 목자가 양을 잡았을 때 만들어지는 양모로 털옷을 만들 수 있다. 가죽과 양모를 모두 쓰면 따뜻한 옷을 만들 수 있는데, 이것이 성능이 가장 좋고 교역소에서도 비싸게 팔 수 있다.
- 술(alcohol)

과수원에서 생산되는 식량 중 견과류를 제외한 것들을 재료로 에일을 담근다. 채집사가 채집하는 열매로도 담글 수 있지만 효율이 절반밖에 되지 않는다.
- 약초(herbs)

약초상이 숲에서 수집한 약초이다. 다른 곳에 분배되지 않고 약초상의 오두막에 쌓인다. 대수롭지 않은 병을 치료할 때 사용된다. 큰 병은 약초상이 치료할 수 없고 병원에 격리시켜야 하지만, 약초의 재고가 많아야 전반적인 건강 면역력이 상승해 큰 병이 날 확률도 낮아진다.

### 건물
주거용 건물
- 나무집(Wooden House)

- 돌집(Stone Houses)

- 기숙사(Boarding Houses)

도로
- 흙길(Dirt Roads)

- 돌길(Stone Road)

- 나무다리(Wooden Bridge)

- 터널(Tunnels)

상업용 건물
- 헛간(Storage Barn)

- 야적장(Stock Piles)

- 시장(Market)

- 교역소(Trading Posts)

공공 건물
- 우물(Wells)

화재가 발생했을 때 불을 끄기 위해 물을 길어오는 장소이다. 물은 우물에서만 길을 수 있는 건 아니고 근처에 강이나 호수가 있으면 거기서도 길어올 수 있다.
- 학교(School House)

학교 하나마다 교사 1명을 넣을 수 있다. 어린이가 학교에서 교육을 받고 성인이 되면 교육을 받지 않은 자에 비해 노동 숙련도가 훨씬 높아진다. 교사가 배치된 학교가 1개 이상 있으면 성인이 되는 연령이 15세에서 20세로 상승되고, 그 사이 기간은 학생으로 보내게 된다. 학교가 사라지거나 교사가 없어지는 경우 성인 연령이 15세로 다시 줄어들고, 학생들은 자동으로 성인으로 전환된다.
- 병원(Hospital)

병원 하나마다 의사 1명을 넣을 수 있다. 치료 기능은 약초상이 담당하고, 병원은 치료 기능이 없다. 병원은 전염병이 돌았을 때 전염병 환자를 격리하여 더 이상의 전염을 막는 용도로만 사용된다. 환자가 병원에 격리되어도 약초 재고는 소비되지 않으며, 환자의 생존 여부는 운에 달려 있다.
- 공회당(Town Hall)

마을의 발전 상황을 그래프로 확인할 수 있고, 각종 자원의 생산 및 소비 현황을 정확히 볼 수 있다. 가끔 유랑민들이 찾아와 귀화를 신청하기도 한다.
- 예배당(Chapel)

예배당 하나마다 사제 1명을 넣을 수 있다. 주민들의 행복 상승에 기여하며, 예배당 하나에 주민 200명이 수용된다.
- 묘지(Cemeteries)

가족이 죽으면 주민의 행복도가 떨어진다. 묘지가 있으면 무덤을 만들어서 행복도가 떨어지는 것을 막을 수 있다. 묘지 면적에 따라 수용할 수 있는 무덤의 수에 한계가 있으며, 시간이 지나면서 오래된 무덤은 없어진다.
식량 건물
- 밭(Crop Field)

- 과수원(Orchard)

- 목장(Pasture)

- 낚시터(Fishing Dock)

- 사냥터(Hunting Cabin)

- 채집사 오두막(Gatherers Hut)

생산 건물
- 나무꾼(Wood Cutter)

- 숲지기의 산장(Forester's Lodge)

- 약초상(Herbalist)

- 대장간(Blacksmiths)

- 포목점(Tailors)

- 선술집(Tavern)

- 광산(Mine)

- 채석장(Quarry)

### 재앙
- 화재

- 병충해

- 기생충

- 질병

- 토네이도

## 개발 과정
개발은 2011년 8월에 시작되었다. 개발자 루크 호도로비츠(Luke Hodorowicz)는 샤이닝록 소프트웨어(Shining Rock Software)라는 1인 회사를 차리고 혼자서 게임을 쭉 개발했다. 코딩에 사용된 언어는 C++이다. 32비트와 62비트, 다이렉트X 9와 11 버전이 모두 발매되었다. 개발자는 마이크로소프트 윈도우에서만 돌아갈 수 있게 개발했다면서, 동시에 게임 판매 성적이 괜찮으면 다른 플랫폼으로의 확장도 고려해 보겠다고 밝혔다.

## 발매
2013년 10월 23일, 2013년 말에 게임이 발매될 것이라고 공지되었다. 이듬해 1월 9일 개발자는 2월 18일에 진짜 발매된다고 공지하였다.
게임은 스팀, GOG, 험블 번들 등을 통해 발매되었으며, 개발자의 홈페이지에서도 디지털 배급하고 있다.